# Physcius atricollis
Physcius atricollis es una especie de coleóptero de la familia Mycteridae.

## Distribución geográfica
Habita en Argentina.